# Alcalus tasanae
Alcalus tasanae es una especie de anfibios anuros de la familia Ceratobatrachidae.

## Distribución geográfica y hábitat
Es endémica de Tailandia y, quizá, de zonas adyacentes de Birmania. Se encuentra amenazada de extinción por la pérdida de su hábitat natural.